# Ochronka św. Anny w Wilamowicach
Ochronka św. Anny w Wilamowicach (wil. Dy Ohriönka fu Zåj An) – budynek dawnej ochronki zlokalizowany przy Rynku w Wilamowicach.
Ochronkę ufundował w 1908 biskup Józef Bilczewski, sprowadzając do jej obsługi Siostry Służebniczki. Główną misja placówki było nauczanie dzieci wilamowickich polskiej kultury i historii. Zakonnice prowadziły ochronkę do 2011. W 2016 obiekt został gruntownie zmodernizowany i wyposażony z przeznaczeniem na zajęcia dla seniorów z terenu gminy Wilamowice.